# Карл Россманн
Карл Франц Йозеф Россманн (нім. Karl Franz Joseph Roßmann; 23 листопада 1916, Кемптен — 1 квітня 2002, Бад-Кройцнах) — німецький офіцер, оберстлейтенант люфтваффе. Кавалер Лицарського хреста Залізного хреста з дубовим листям.

## Біографія
1 квітня 1936 року вступив в 5-й зенітний полк. 1 вересня 1937 року переведений у 2-й (легкий зенітний) дивізіоу полку «Генерал Герінг». Під час Польської кампанії був у складі підрозділу, який забезпечував ППО ставки фюрера. З початку 1941 року — командир 16-ї батареї моторизованого зенітного полку «Генерал Герінг». Учасник Німецько-радянської війни, відзначився у боях під Орлом. Наприкінці 1941 року полк переведений в Францію. З 1 липня 1942 року — командир 1-го батальйону танкового полку «Герман Герінг». Учасник боїв на Сицилії та в материковій Італії. З червня 1944 року — командир розвідувального батальйону «Герман Герінг», а з жовтня 1944 року — 1-го танкового парашутного полку «Герман Герінг». Відзначився у боях в Східній Пруссії. В травні 1945 року здався в полон американським військам. Після звільнення з полону вивчав медицину і здобув ступінь доктора медицини. Був похований з військовими почестями.

## Звання
- Фанен-юнкер (1 квітня 1936)
- Фанен-юнкер-єфрейтор (1936)
- Фанен-юнкер-унтерофіцер (1936)
- Фенріх (1937)
- Оберфенріх (1937)
- Лейтенант (1938)
- Оберлейтенант (1940)
- Гауптман (1942)
- Майор (1944)
- Оберстлейтенант (1 березня 1945)

## Нагороди
- Медаль «У пам'ять 13 березня 1938 року»
- Медаль «У пам'ять 1 жовтня 1938 року» із застібкою «Празький град»
- Залізний хрест
  - 2-го класу (29 червня 1941)
  - 1-го класу (17 липня 1941)
- Хрест Воєнних заслуг 2-го класу з мечами
- Нагрудний знак «За поранення» в чорному (7 липня 1941)
- Нагрудний знак «За участь у загальних штурмових атаках» в сріблі
- Нагрудний знак зенітної артилерії люфтваффе (19 вересня 1941)
- Лицарський хрест Залізного хреста з дубовим листям
  - лицарський хрест (12 листопада 1941)
  - дубове листя (№725; 1 лютого 1945)
- Медаль «За зимову кампанію на Сході 1941/42» (1 вересня 1942)
- Нагрудний знак люфтваффе «За наземний бій» (14 січня 1944)
- Німецький хрест в золоті (20 березня 1944)
- Нарукавна стрічка 1-ї парашутно-танкової дивізії «Герман Герінг»

## Галерея

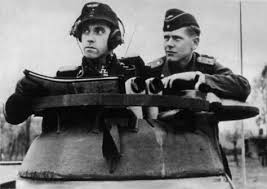
Россманн (ліворуч) і Гергард Чіршвіц (1943/44).
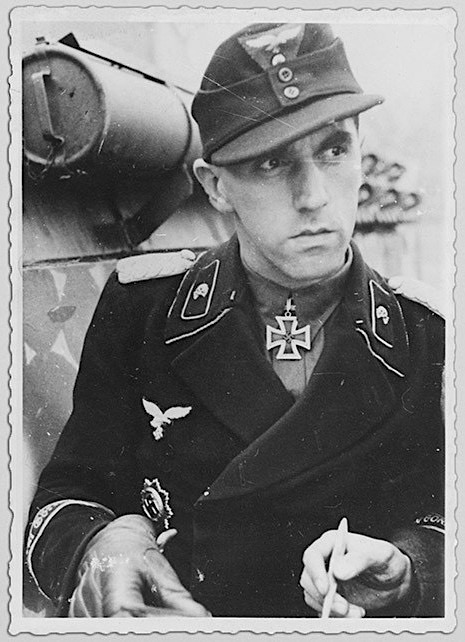
Майор Россманн (1944/45).
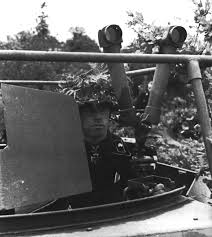
Оберстлейтенант Россманн в Sd.Kfz 250